# Трудовское сельское поселение (Крым)
Трудовское се́льское поселе́ние (укр.  Трудівське сільське поселення, крымскотат. Трудовое кой юрту) — муниципальное образование в составе Симферопольского района Республики Крым России.

## География
Поселение расположено на востоке центральной части района, в северо-западном предгорье Внутренней гряды Крымских гор, занимая, в основном, долину Малого Салгира. Примыкает с востока и севера к Симферополю, граничит на севере с Урожайновским и Донским, на востоке с Мазанским и на юге с — Добровским сельскими поселениями.
Площадь поселения 98,28 км²/

## Население
| 2001    | 2014    | 2015  | 2016  | 2017  | 2018  | 2019  |
| ------- | ------- | ----- | ----- | ----- | ----- | ----- |
| 8363    | ↗9028   | ↗9058 | ↗9172 | ↗9340 | ↗9613 | ↗9896 |
| 2020    | 2021    |       |       |       |       |       |
| ↗10 201 | ↗13 766 |       |       |       |       |       |

## Состав
В состав поселения входят 9 населённых пунктов:
| № | Населённый пункт | Тип населённого пункта | Население |
| - | ---------------- | ---------------------- | --------- |
| 1 | Трудовое         | село, центр            | ↗5249     |
| 2 | Айкаван          | посёлок                | ↗692      |
| 3 | Акрополис        | село                   | ↗465      |
| 4 | Ана-Юрт          | село                   | 243       |
| 5 | Денисовка        | село                   | ↘972      |
| 6 | Дружное          | село                   | ↘169      |
| 7 | Ивановка         | село                   | ↘899      |
| 8 | Лазаревка        | село                   | ↘78       |
| 9 | Строгоновка      | село                   | ↗4402     |

## История
В 1975 году был образован Трудовской сельский совет из 7 сёл: Трудовое, Строгановка, Денисовка, Ивановка, Лазаревка, Луговое Дружное и Каменка. В 1989 году Каменка, решением ВР Украины, была передана в состав Симферополя, а в период с 1 января по 1 июня 1977 года туда же передано Луговое. 23 марта 1995 года был образован и включён в состав совета посёлок Айкаван, 15 мая 2007 года — село Акрополис, 23 сентября 2009 года — Ана-Юрт.
С 12 февраля 1991 года сельсовет в восстановленной Крымской АССР, 26 февраля 1992 года переименованной в Автономную Республику Крым. С 21 марта 2014 года в составе Крыма аннексировано Россией. Законом «Об установлении границ муниципальных образований и статусе муниципальных образований в Республике Крым» от 4 июня 2014 года территория административной единицы была объявлена муниципальным образованием со статусом сельского поселения.